# Margot Rojas Mendoza

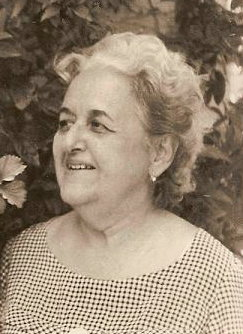
1973

Margot Rojas Mendoza (* 24. März 1903 in Veracruz; † 1. November 1996 in Havanna) war eine kubanische Pianistin und Musikpädagogin.
Die Tochter eines Mexikaners und einer Kubanerin hatte den ersten Musikunterricht im Alter von fünf Jahren bei einer Tante in ihrer Geburtsstadt. Im Alter von neuen Jahren kam sie mit ihrer Familie nach Havanna und studierte dort am Konservatorium Musiktheorie bei José Molina Torres und Rafaela Serrano Rodríguez und Klavier  bei Consuelo Quesada und Hubert de Blanck. 1919 nahm sie in New York Klavierunterricht bei  Alexander Lambert, dem letzten Klavierschüler Franz Liszts und Klavierbegleiter Joseph Joachims. 
1920 debütierte Rojas als Pianistin in der Sala Espadero des Konservatoriums von Havanna, 1923 trat sie am Teatro Nacional der Stadt auf. 1924 führte sie mit dem Orquesta Filarmónica de La Habana unter Leitung von Pedro Sanjuán Chopins Erstes Klavierkonzert auf. Mit dem gleichen Orchester führte sie 1930 Rachmaninows Zweites Klavierkonzert unter der Leitung von Gonzalo Roig auf. 
Von 1933 bis 1937 lebte und arbeitete Rojas in Mexiko. 1957 gab sie ihr letztes Konzert als Pianistin, danach widmete sie sich der musikpädagogischen Tätigkeit. Sie hatte den Lehrstuhl für Klavier am Conservatorio “Amadeo Roldán” inne  und leitete Klassen an der Escuela Nacional de Arte. Zu ihren zahlreichen Schülern zählen Frank Fernández, Jorge Luis Prats, Yleana Bautista, Roberto Urbay, César López, Hilda Elvira Santiago, Lucía Huergo, Carlos Malcolm, Carmen Collado López, María Felicia Pérez, Raúl Iglesias, José María Vitier und José Piñeiro Díaz.